# Trichorhina anophthalma
Trichorhina anophthalma är en kräftdjursart som beskrevs av Arcangeli 1936B. Trichorhina anophthalma ingår i släktet Trichorhina och familjen myrbogråsuggor. Inga underarter finns listade i Catalogue of Life.